# Luca Beltrami
(Luca Beltrami, 1899)
Luca Beltrami (Milano, 13 novembre 1854 – Roma, 8 agosto 1933) è stato un architetto, storico dell'arte e politico italiano.

## Biografia
(da «Il Marzocco», 1905)

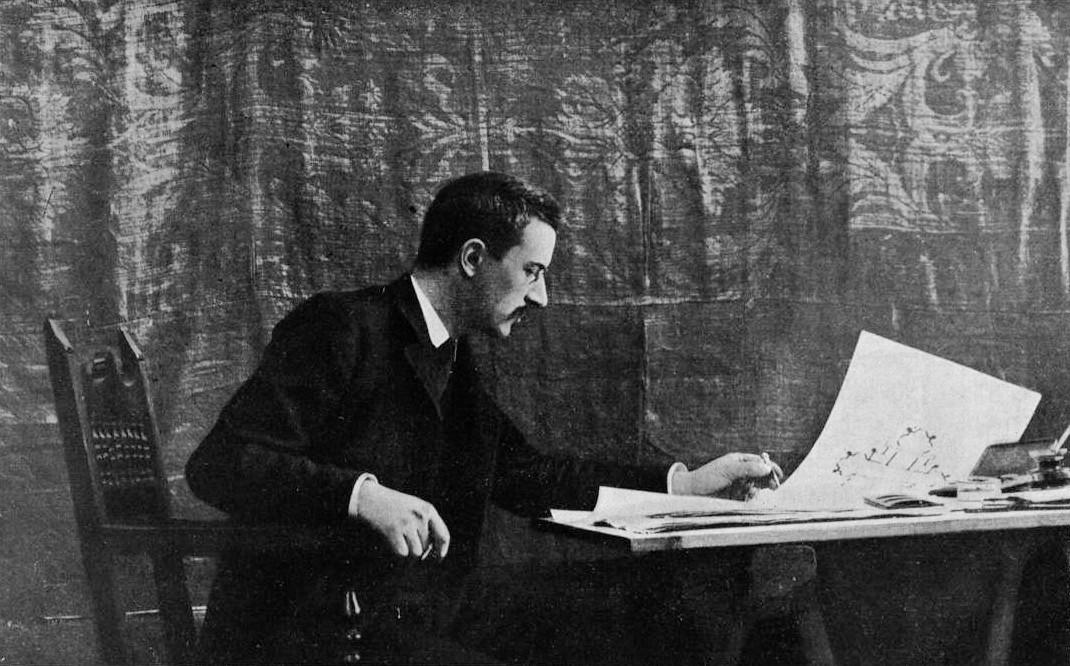
Beltrami nell'anno 1900

Figlio di un ricco artigiano e commerciante in oreficeria milanese di origini cusiane, compì gli studi medi con indirizzo tecnico più che classico, corrispondente ad un attuale liceo scientifico. Frequentò inizialmente l'Accademia di Belle Arti di Brera, che successivamente abbandonò per seguire il maestro Camillo Boito alla scuola di Architettura del Politecnico di Milano, fondata nel 1865, dove si laureò nel 1876. Nello stesso anno si trasferì alla scuola di Belle Arti (École des Beaux-Arts) di Parigi, che tuttavia non frequentò assiduamente per dedicarsi a viaggi di studio, a frequentazioni di cantieri importanti, come quello dell'Opéra di Charles Garnier e dell'Hotel de Ville, e alla produzione di incisioni, alle quali l'aveva iniziato l'amico pittore Luigi Conconi, che vennero poi esposte anche nei Salons parigini. All'École si attivò anche come assistente della sezione artistica italiana presente all'Esposizione Mondiale del 1878.
Rientrò due anni dopo a Milano per assumere l'incarico di professore di architettura pratica alla Accademia di Belle Arti milanese e quindi al Politecnico della stessa città. Nel 1892 fondò, edita da Demarchi di Milano, la rivista Edilizia moderna.
Famoso nel campo del restauro, poiché si basava sulla veridicità della storia e dei suoi documenti, fu uno dei pochi a preoccuparsi del contesto del monumento, del suo "tessuto connettivo", basandosi su una documentazione storica della vita dell'edificio, piuttosto che facendosi guidare dall'arbitrio della restaurazione romantica.
Beltrami ha anche lasciato memorabili opere nel campo dell'arte sacra. La Chiesa di Santa Maria delle Grazie a Milano, il Duomo di Monza, la Certosa di Pavia furono restaurati anche da Beltrami. Inoltre pubblicò un esemplare libro sugli arredi sacri (L'arte negli arredi sacri della Lombardia) e alcuni libri sulla pittura di Bernardino Luini, artista religioso del '500. A Roma Beltrami, insieme a Giacomo Boni, sistemò il Sepolcreto nel Museo forense. Dopo i Patti Lateranensi dispose su incarico di Pio XI il piano regolatore per la città vaticana. Infine realizzò anche la nuova Pinacoteca vaticana.
Durante la sua carriera realizzò anche molte incisioni e varie illustrazioni di architetture europee.
Inoltre svolse una intensa attività come teorico dell'arte, pubblicando saggi riguardanti artisti contemporanei e rinascimentali.
Fece parte della commissione giudicatrice del concorso per il Monumento a Dante di Trento, oltre a dirigere l'Ufficio Regionale per la Conservazione dei Monumenti Lombardi.

## La morte
Afflitto da un male incurabile, Beltrami morì a 79 anni l'8 agosto 1933 a Roma nell'Albergo d'Inghilterra dove risiedeva; durante la malattia ricevette speciali benedizioni da papa Pio XI.
(Marcello Piacentini)
I funerali furono celebrati il 10 agosto a Roma nella basilica di San Lorenzo in Lucina in forma solenne con rappresentanti del Senato, del Comune di Milano, della direzione del Castello Sforzesco, della Santa Sede e della Fabbrica di San Pietro; il feretro partì poi dalla Stazione Termini per Omegna per essere sepolto nella cappella gentilizia di famiglia nel cimitero della frazione di Cireggio.

### Onorificenze postume
L'8 agosto 1936, a tre anni esatti dalla morte, venne dedicata a Beltrami una lapide al Famedio del Cimitero Monumentale di Milano; inoltre al Castello Sforzesco gli fu dedicata la "Sala del Tesoro" con una lapide e venne inaugurato il suo archivio, donato alla città e reso disponibile al pubblico.
Il 28 marzo 1985 la salma venne traslata nel Famedio del Cimitero Monumentale di Milano con solenne cerimonia in presenza del sindaco Carlo Tognoli e di alcuni parenti del Beltrami. Il sarcofago è in pietra bianca ed è affiancato da un busto in marmo, opera di Giannino Castiglioni.

## Principali opere architettoniche

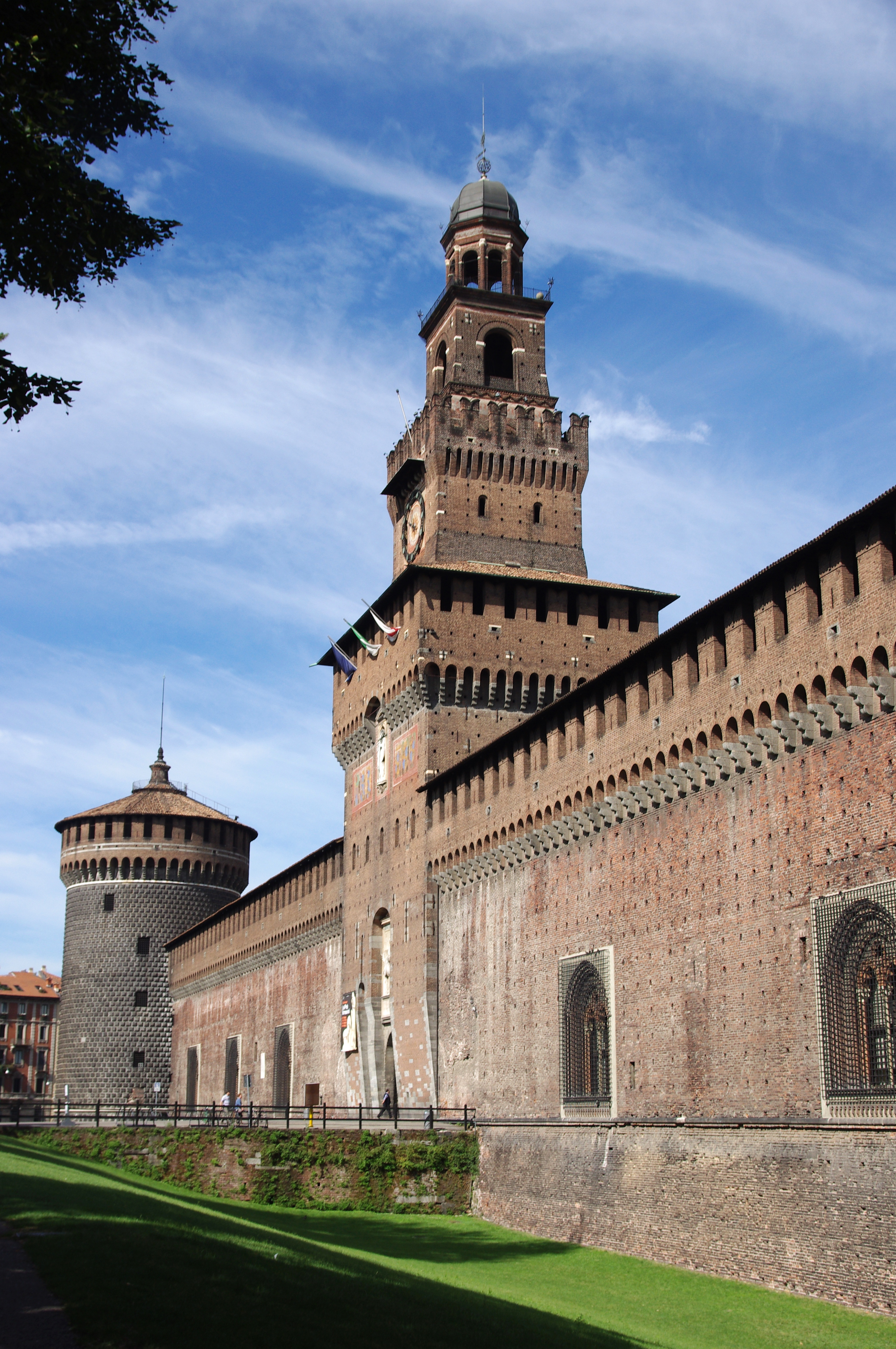
Il Castello Sforzesco a Milano; la Torre del Filarete fu rifatta su suo disegno

A lui si deve gran parte dell'aspetto dell'attuale piazza della Scala a Milano. Fu lui a realizzare gli edifici più importanti, o parti di essi, sui tre lati non occupati dal Teatro alla Scala:
- Facciata di Palazzo Marino su piazza della Scala (1888-1892)
- Nuovo Palazzo della Banca Commerciale Italiana in piazza della Scala (inizi XX secolo)
- Palazzo Beltrami, già proprietà della Banca Commerciale, ora sede della Ragioneria Comunale di Milano, in Piazza della Scala, accanto all'ingresso della Galleria Vittorio Emanuele II (1918-1927)

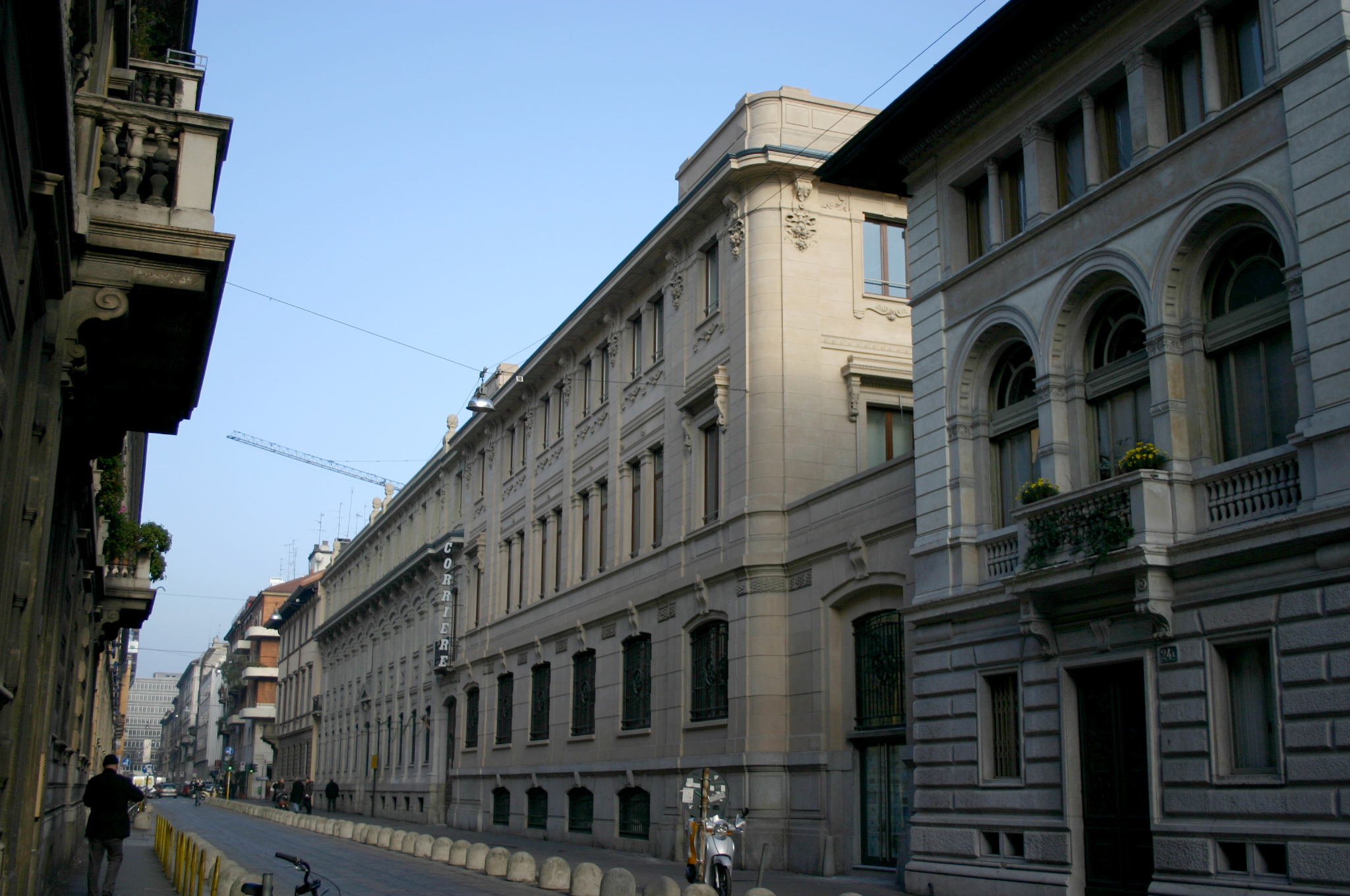
La sede del Corriere della Sera (1904)

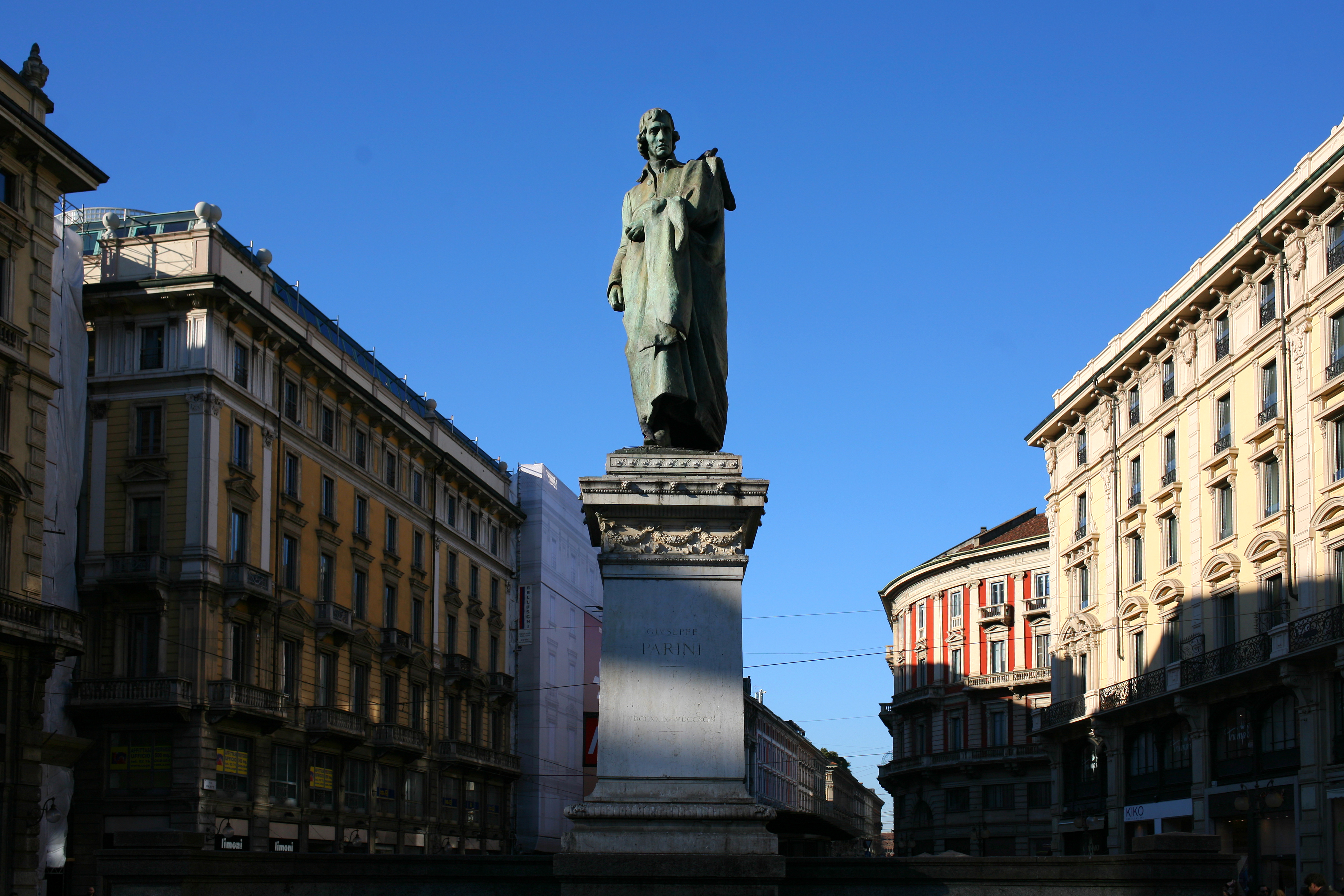
Monumento al Parini in piazza Cordusio

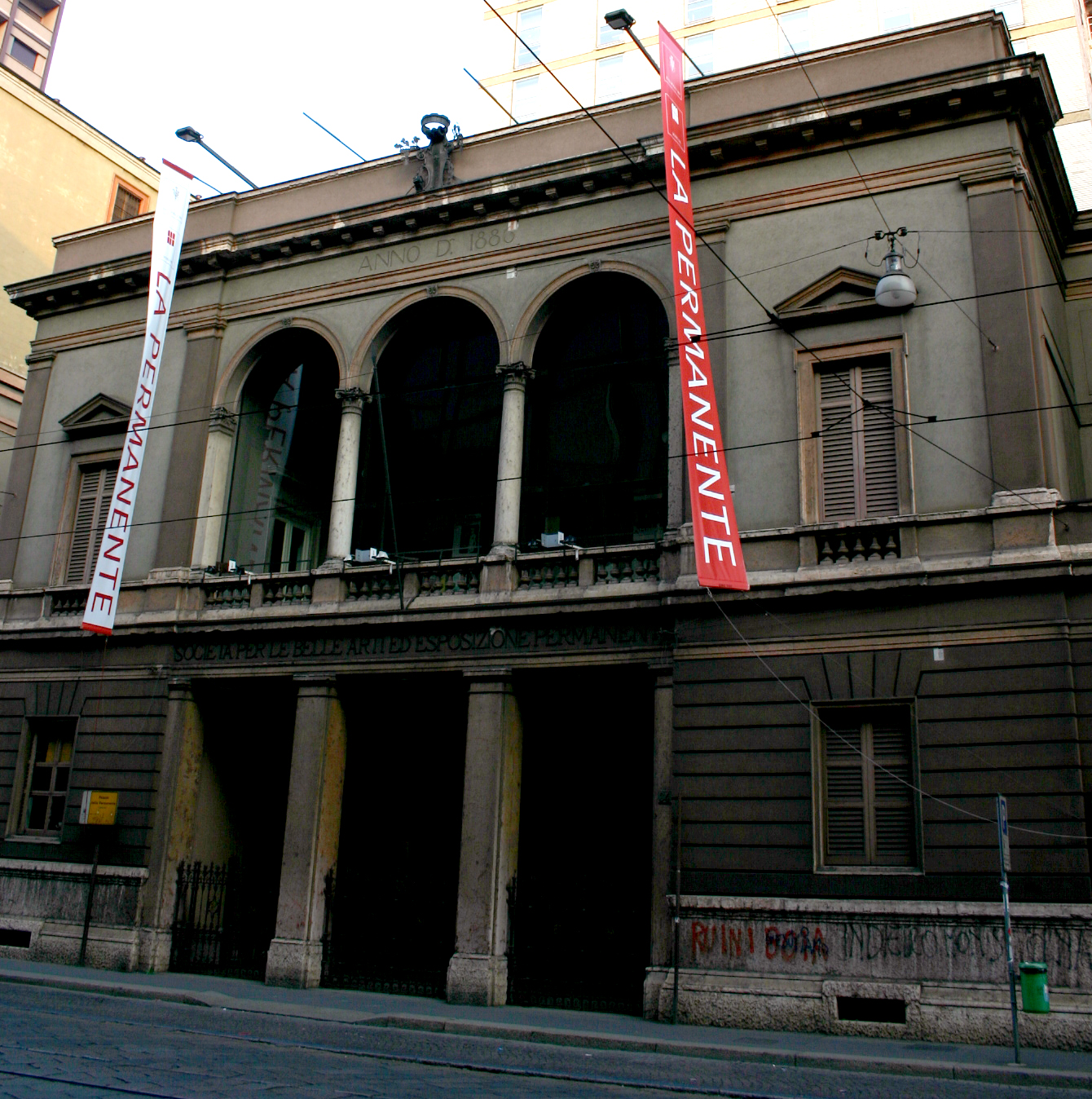
Palazzo della Permanente a Milano (1886)

Compì inoltre numerosi restauri di edifici medievali e rinascimentali, tra cui si ricorda in particolare:
- Restauro del Castello Sforzesco di Milano (1890-1900)[13]
- Ricostruzione della torre del Filarete (Castello Sforzesco) (1901-1905)
- Restauro della Rocca Sforzesca di Soncino
- Ricostruzione del campanile di San Marco in Venezia
- Restauro della Certosa di Pavia
- Restauro del Duomo di Monza

Inoltre:
- Palazzo della Permanente in via Turati (1886)
- Sinagoga centrale di Milano in via Guastalla 19 (1892)
- Palazzo delle Assicurazioni Generali in Piazza Cordusio (1901)
- Nuova sede del Corriere della Sera in via Solferino, 28 (1904)
- Palazzo della Pinacoteca vaticana (1932)
- Progettazione e realizzazione della base del monumento a Giuseppe Parini (inaugurato il 26 novembre 1899) in piazza Cordusio; lo scultore Luigi Secchi realizzò la statua bronzea[14]
- Monumento a Virgilio in Piazza Virgiliana a Mantova.

## Politica

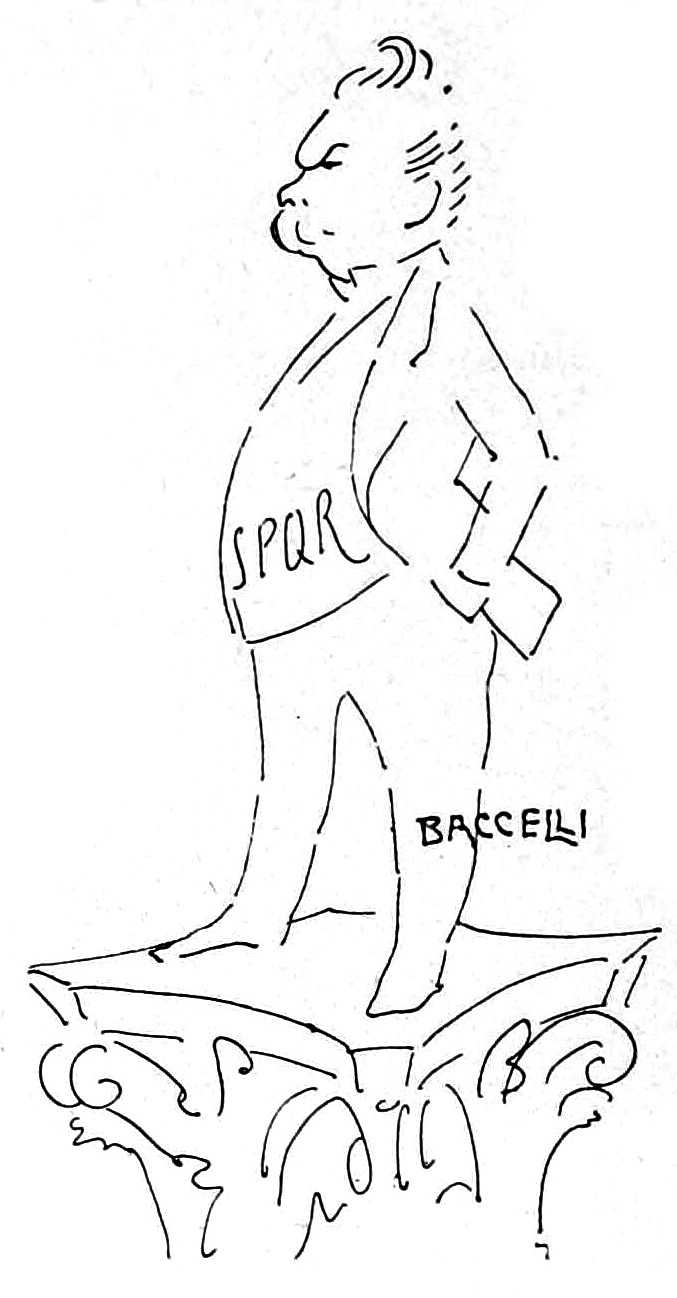
Il ministro Guido Baccelli in una caricatura di Beltrami

Tra il 1885 e il 1889 fu consigliere comunale di Milano e assessore comunale supplente per un breve periodo tra il 1885 e il 1886.
Fu eletto deputato per tre legislature consecutive per la lista liberale (fu liberale conservatore filo-crispino) nel collegio di Milano.
Nelle elezioni del 1890 per la XVII legislatura fu il terzo più votato nel collegio plurinominale. Nelle successive elezioni del 1892 e in quelle del 1895 fu eletto nel collegio uninominale. La sua terza elezione fu ottenuta però solo per decisione della Camera dei deputati che annullò il ballottaggio che lo aveva visto sconfitto. Preferì poi non ricandidarsi, ma continuò a partecipare a iniziative liberali in occasione di elezioni politiche.
Le sue esternazioni politiche non furono numerose, incentrate principalmente su aspetti legati al suo lavoro di architetto o al sostegno della destra alla quale apparteneva. In varie occasioni fu critico e polemico nei confronti di radicali, repubblicani e socialisti.
Fu nominato senatore nel 1905 in una "infornata" di 40 senatori.
Il 12 maggio 1928, in occasione della discussione della riforma della rappresentanza politica proposta dal governo Mussolini, fu uno dei firmatari dell'ordine del giorno di opposizione presentata del senatore Francesco Ruffini; fu uno dei 46 senatori che con voto palese si opposero all'ordine del giorno del senatore Raffaele Garofalo per l'approvazione della nuova legge elettorale.

## Pubblicazioni
Nel corso degli anni realizzò più di mille pubblicazioni fra articoli, trattati e libri sui più diversi argomenti relativi alle sue molteplici attività. Elenchi bibliografie sui suoi scritti furono stampati sia quando era ancora in vita sia successivamente, al fine di definire la sua enorme produzione.
Numerosi scritti furono realizzati con lo pseudonimo Polifilo o firmati semplicemente come L.B..

### LaRivista scientifico-artistica di fotografia
Nel 1892 Beltrami contribuì alla nascita della «Rivista scientifico-artistica di fotografia» del Circolo fotografico lombardo insieme al fratello Giuseppe, fotografo dilettante premiato in alcune esposizioni. Alcune pubblicazioni di Beltrami sono illustrate da foto del fratello Giuseppe.
Nel primo numero della rivista Beltrami scrisse un articolo sull'attribuzione della camera oscura, riportando passi di manoscritti di Leonardo da Vinci. Invitò inoltre i soci a fornire copie di monumenti o oggetti d'arte per documentare il patrimonio artistico.
(Avviso del giugno 1892)

### L'Edilizia Moderna
Beltrami fu, dal primo numero dell'aprile 1892, collaboratore e parte del comitato di redazione del mensile L'Edilizia Moderna, periodico di architettura e ingegneria edito a Milano dal 1892 da Arturo Demarchi. La rivista analizzava con dovizia di particolari tecnici, disegni e immagini fotografiche di qualità le costruzioni più recenti degne di nota sorte in Italia e nel mondo. Suo il programma della rivista presente sul numero I.

### Il Guerin Meschino
Beltrami pubblicò vari scritti satirici sul periodico Il Guerin Meschino, creando parodie dantesche firmate come "cav. uff. Dante Alighieri".
Nella rivista trasformò anche la statua di Napoleone III, rinchiusa nel palazzo del Senato, in una sorta di nuovo Uomo di pietra che descriveva i mali dell'amministrazione comunale.

### Corriere della Sera

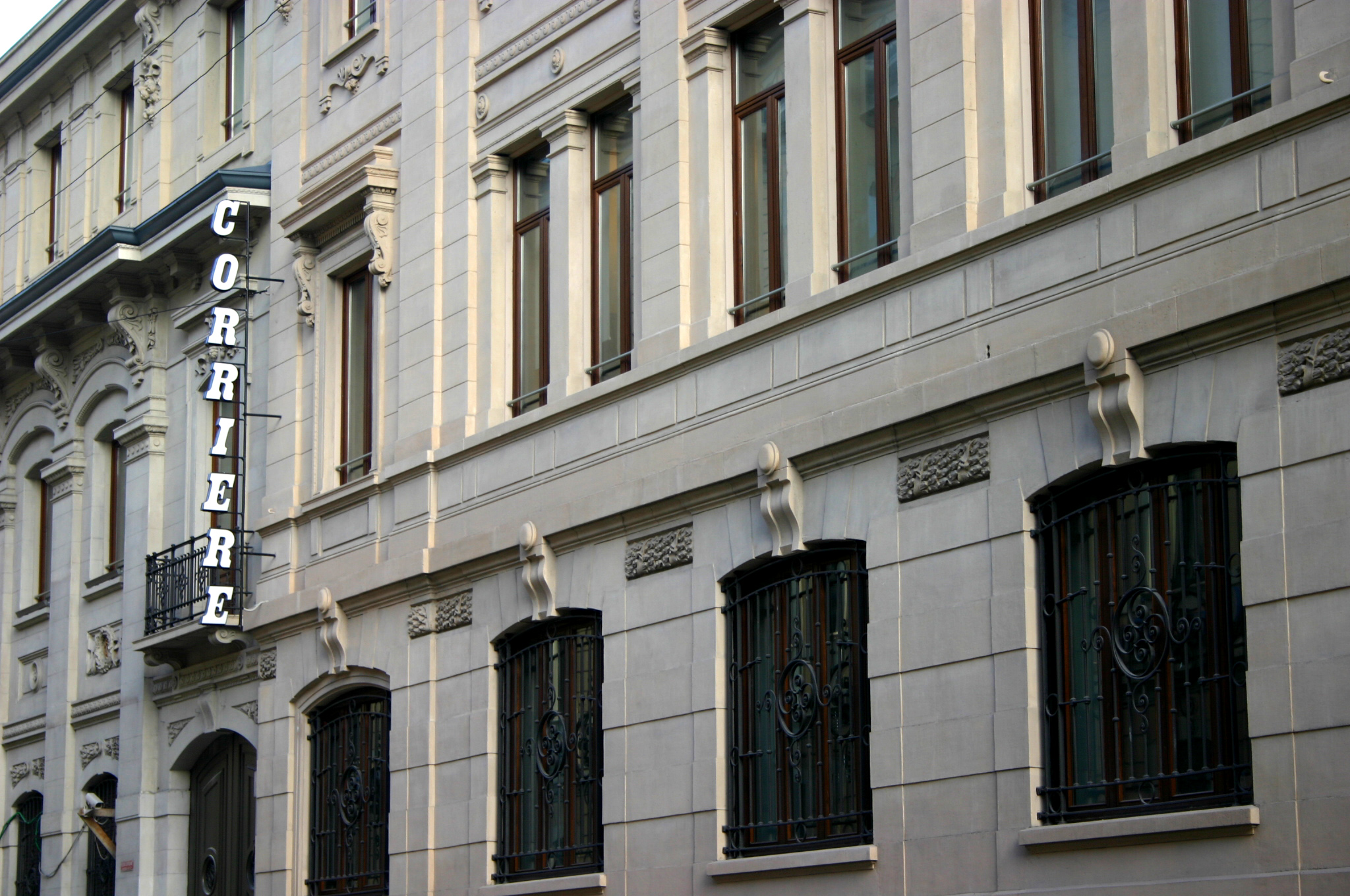
Milano, via Solferino: la sede del «Corriere della Sera» fu progettata da Beltrami.

Nel 1896 tra marzo a novembre Beltrami divenne "direttore politico" (cioè direttore responsabile) del Corriere della Sera e dal 1900 ne divenne azionista.
Già dal 1890 il quotidiano lo aveva sostenuto come candidato liberale.

### I popolani di Casate Olona
Tra il 1902 e il 1909 Beltrami scrisse brevi racconti satirici incentrati sugli abitanti dell'immaginario borgo di "Casate Olona".
I brevi racconti, pubblicati sul Corriere della Sera, sulla rivista La Lettura, su La Perseveranza o su L'idea liberale, erano destinati a irridere le idee politiche di radicali, di repubblicani e di socialisti. Nel 1920 e nel 1922 pubblicò altri brevi racconti su Casate Olona, principalmente contro le tassazioni.
(Antonio Gramsci, Quaderni dal carcere, 23)

### Leonardo da Vinci e laRaccolta Vinciana

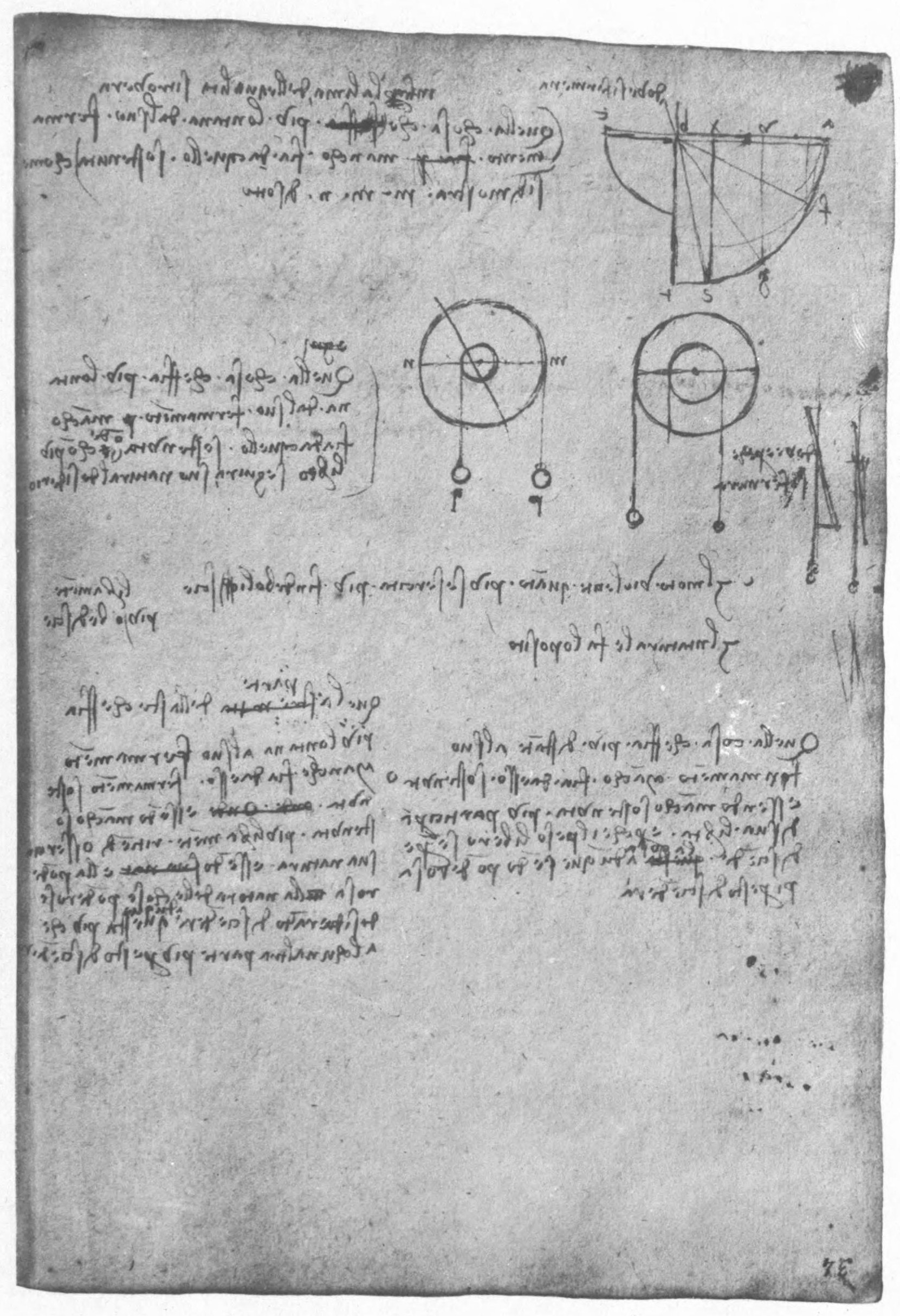
Codice Trivulziano edito da Beltrami

Nel corso degli anni Beltrami pubblicò diversi studi su Leonardo da Vinci e in particolare nel 1891 diede alle stampe l'edizione integrale del Codice Trivulziano 2162 con la trascrizione e con annotazioni.
Il 25 dicembre 1904 diffuse un appello per la costituzione di una Raccolta Vinciana presso il Castello Sforzesco, con tutte le pubblicazioni riguardanti Leonardo in vista del quarto centenario della sua morte nel 1919. L'appello fu pubblicato dal Corriere della Sera e dall'Archivio Storico Lombardo.
(Estratto dall'appello del 25 dicembre 1904)
Nel 1905, con l'inizio della Raccolta, Beltrami donò copia di tutte le proprie pubblicazioni riguardanti Leonardo. Ebbe inizio anche la pubblicazione della rivista «Raccolta Vinciana» di cui si occupò Ettore Verga. Beltrami sostenne le spese per la pubblicazione della rivista per i primi anni (dal 1913 iniziò ad essere pubblicata a spese del Comune di Milano).
Dopo il 1911 non si interessò più della pubblicazione. Solo nel 1919 ci fu una vivace polemica tra Verga e Beltrami dopo la pubblicazione di Documenti e memorie  di quest'ultimo senza alcuna indicazione dell'opera di ricerca del Verga.
(Nota nella Raccolta Vinciana)
Beltrami si difese con una pubblicazione in cui ricostruì l'origine della propria ricerca e mise in luce gli errori nei regesti del Verga.
(Inizio della replica di Beltrami)

### Opere principali
- Il Lazzaretto di Milano, 1882
- Le volte del nostro Duomo, 1882
- La facciata del Duomo, 1883
- Bramante poeta, 1884
- Il Castello di Milano sotto il dominio degli Sforza, 1885
- Relazione al Consiglio comunale del progetto di completamento del palazzo Marino nella fronte Verso Piazza della Scala, Milano, Tip. Bernardoni di C. Rebeschini e C., 1886 (4 fig. p. 17, con due tavole)
- Il codice di Leonardo da Vinci nella biblioteca del principe Trivulzio in Milano, trascritto ed annotato da Luca Beltrami, 1891
- (con Carlo Fumagalli) La Cappella detta della Regina Teodolinda nella Basilica di San Giovanni in Monza : e le sue pitture murali, 1891
- La conservazione dei monumenti nell'ultimo ventennio, 1892
- Vicende militari del Castello di Milano dal 1706 al 1848, 1894
- La Certosa di Pavia, Milano, Hoepli, 1895
- Bernardino Luini e la Pelucca, Roma, Tip. Dell'unione Cooperativa Editrice, 1895
- La battaglia di Pavia, illustrata negli arazzi del Marchese del Vasto del Museo Nazionale di Napoli: con cenni storici e descrittivi, Milano, Demarchi, 1896
- Storia documentata della Certosa di Pavia, I, La fondazione e i lavori sino alla morte di Gian Galeazzo Visconti, 1389-1402, Milano, Hoepli, 1896
- L'arte negli arredi sacri della Lombardia, Milano, Hoepli, 1897
- Resoconto dei lavori di restauro eseguiti al Castello di Milano, col contributo della sottoscrizione cittadina, 1898
- Alessandro Manzoni, 1898
- Settantadue giorni ai lavori del campanile di S. Marco. Con appendice sul "Ponte di Rialto", 1903
- Indagini e documenti riguardanti la Torre principale del Castello di Milano ricostrutta in memoria di Umberto I, 1905
- I dipinti di Bernardino Luini alla Villa Rabia la Pelucca, Milano, 1911
- Luini 1512-1532: materiale di studio, Milano, Tip. U. Allegretti, 1911
- La maschera di Michelangelo del Castello Sforzesco, 1914
- Vicende del monumento a Napoleone III in Milano. Dal 1881 al 1926, 1927

## Onorificenze

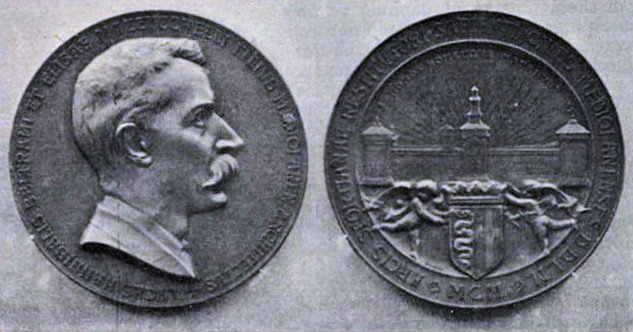
Medaglia a Luca Beltrami

Nel dicembre 1900 il Comune di Milano donò a Beltrami una medaglia d'oro come ringraziamento per la restituzione del Castello Sforzesco. Ne vennero realizzate anche copie in bronzo.
- Dritto: LVCAS HANNIBALIS BELTRAMI ET ELISAE MAZZVCCHELLI FILIVS MEDIOLANEN. ARCHITECTVS. Busto di Beltrami a destra con giacca e cravatta. Sul taglio spalla: L. SECCHI MOD.
- Rovescio: nel campo il Castello Sforzesco illuminanto da un sole raggiante e sopra la scritta: HONOS NOMENQUE MANEBVNT; sotto lo stemma coronato del comune di Milano retto da due putti alati; attorno la scritta: ARCIS SFORTIANAE RESTITVTORI SAPIENTI CIVES MEDIOLANENSES D.D.L.M. - MCM. A sinistra dello stemma in basso: JOHNSON.

### Riconoscimenti
- Socio della Società storica lombarda (1883) (consigliere di redazione 1886, consigliere 1888, vicepresidente 23 maggio 1895, dimissionario nel luglio 1899)
- Accademico dell'Accademia Albertina (1888)[35]
- Membro non residente della Regia Deputazione di Storia Patria per le antiche province e la Lombardia (14 maggio 1889)[36]
- Socio corrispondente dell'Ateneo di Brescia (già Accademia del Dipartimento del Mella) (23 dicembre 1894)[37]
- Membro corrispondente per la sezione architettura della Académie des beaux-arts dell'Institut de France (28 febbraio 1903)[38]
- Membro dell'Istituto Lombardo Accademia di Scienze e Lettere (membro corrispondente dall'11 luglio 1895, membro effettivo dal 30 maggio 1901 e membro onorario dal 30 novembre 1911)
- Socio dell'Accademia della Crusca (24 novembre 1914)
- Socio della Académie Royale de Belgique (8 gennaio 1920)[39]
- Socio ordinario della Società Reale di Napoli (5 dicembre 1922)
- Membro onorario del Royal Institute of British Architects[36]

## Raccolte "Luca Beltrami"
Nel 1936 il lascito Beltrami pervenuto al Comune di Milano fu collocato al Castello Sforzesco; dopo la Seconda guerra mondiale fu suddiviso tra più Istituti del Castello:
- i disegni al Civico Gabinetto dei Disegni;[40]
- le incisioni alla Civica raccolta delle stampe Achille Bertarelli;
- le fotografie al Civico Archivio Fotografico;[41]
- il fondo bibliografico e il carteggio personale alla Biblioteca d'Arte del Castello Sforzesco.[42]

## Genealogia
Genealogia essenziale della famiglia Beltrami.
| Annibale († 1 aprile 1889) - Orefice. Sposò nell'ottobre 1849 Elisa Mazzuchelli. |  | |  |                                                                         |
|                                                                                  |  | Giuseppe (17 ottobre 1852-23 aprile 1936) - Antiquario e orefice; fotografo dilettante. Sposò Ersilia Perrone. |  |                                                                         |
|                                                                                  |  | |  |                                                                         |
|                                                                                  |  | |  | Annibale (1881-1977) - Sposò il 17 ottobre 1903 Clelia Rosina († 1944). |
|                                                                                  |  | |  |                                                                         |
|                                                                                  |  | |  | Annamaria                                                               |
|                                                                                  |  | |  |                                                                         |
|                                                                                  |  | Filippo (1908-1944) - Antifascista e partigiano.                                                               |  |                                                                         |
|                                                                                  |  | |  |                                                                         |
|                                                                                  |  | Marco |  |                                                                         |
|                                                                                  |  | |  |                                                                         |
|                                                                                  |  | Luca (1854-1933)                                                                                               |  |                                                                         |
|                                                                                  |  | |  |                                                                         |
|                                                                                  |  | Luigi (1861-1885)                                                                                              |  |                                                                         |
|                                                                                  |  | |  |                                                                         |
|                                                                                  |  | Maria (1863-?)                                                                                                 |  |                                                                         |
|                                                                                  |  | |  |                                                                         |